# Kunstgewerbe- und Handwerkerschule Hannover

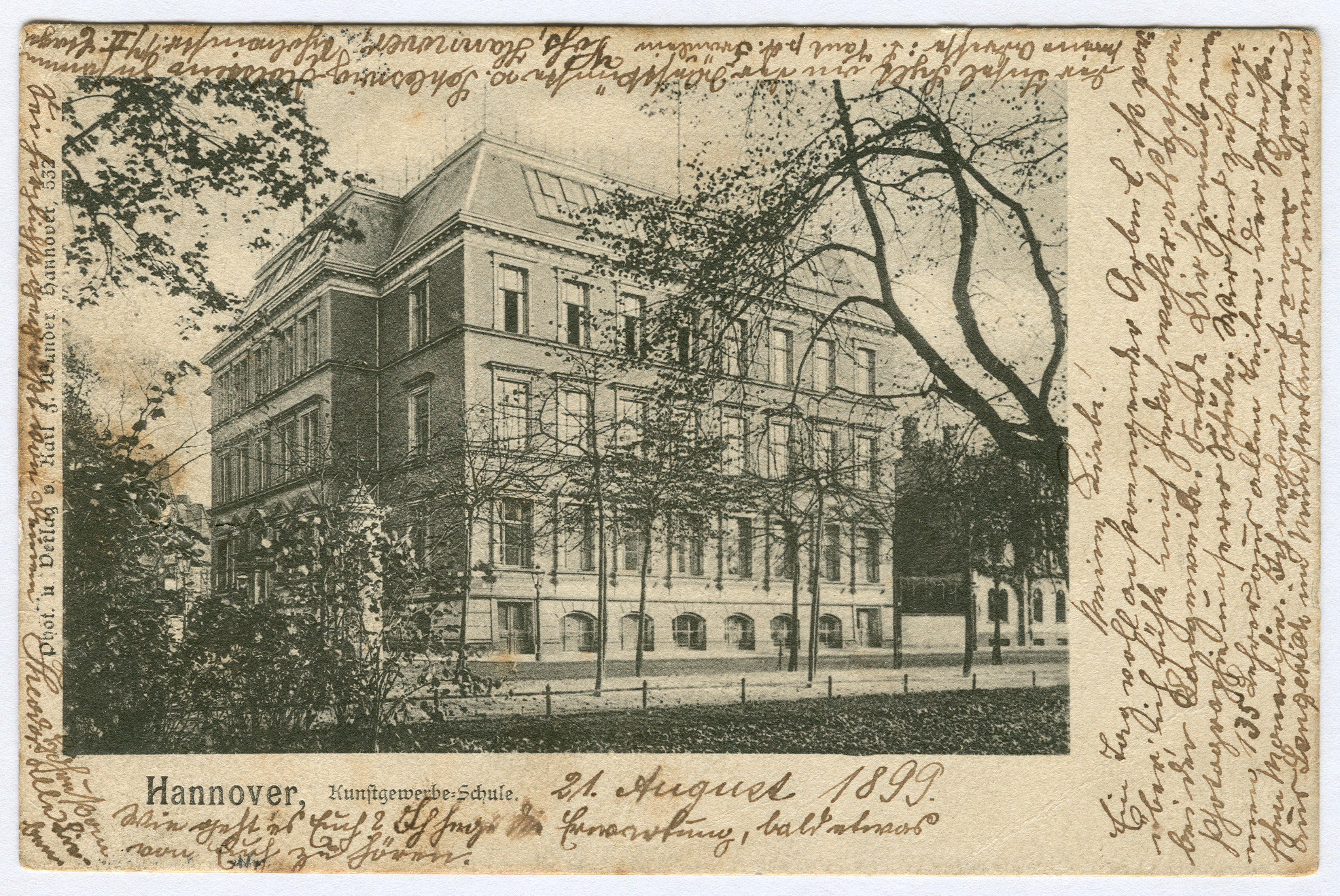
Das Schulgebäude am späteren Friedrichswall vor 1899;
Ansichtskarte Nr. 532 von Karl F. Wunder, Lichtdruck

Die Kunstgewerbe- und Handwerkerschule Hannover war eine Kunstgewerbeschule in Hannover.

## Geschichte

Der Stadtmauerturm am Neuen Weg Ecke Knappenort (im Hintergrund die Marktkirche) stand auf dem Gelände der ehemaligen Werkkunstschule;
Chromolithographie von Ernst Jordan, um 1915

1791 wurde die Freye Zeichenschule für das Handwerk gegründet. Im 19. Jahrhundert wurde sie in Kunstgewerbe- und Handwerkerschule Hannover umbenannt. Von 1889 bis 1891 entstand nach Plänen von Paul Rowald südlich der Innenstadt zwischen Friedrichswall und Köbelinger Markt ein neues Schulgebäude.
Kurz nach der Machtergreifung durch die Nationalsozialisten diente die nunmehrige Staatlich-städtische Handwerker- und Kunstgewerbeschule als Sammelstelle für die auszusondernden Bücher, die der Bücherverbrennung in Hannover an der Bismarcksäule zum Opfer fallen sollten.
Das Schulgebäude wurde während der Luftangriffe auf Hannover 1943 im Zweiten Weltkrieg zerstört.
Nach dem Krieg wurde die Schule als Werkkunstschule Hannover wiedereröffnet, war zeitweilig in den Räumen des Künstlerhauses untergebracht. In den 1960er Jahren bezog sie den Neubau Herrenhäuser Straße 8 (heute Sitz der Fakultät Architektur und Landschaft der Universität Hannover) und wurde mit Einrichtung der Fachhochschulen zum  1. August 1971 Teil der Fachhochschule Hannover. Sie bildete dort die Fakultät III – Medien, Information und Design.
Der Fachbereich Bildende Kunst und der Fachbereich Architektur und Bauingenieurwesen wurden zum Sommersemester 2008 bzw. Wintersemester 2008/2009 im Rahmen des Hochschuloptimierungskonzepts der niedersächsischen Landesregierung geschlossen.
Das Fächerangebot hat sich in der Zeit des Bestehens häufig gewandelt, ebenso wie der Standort der Schule.

## Die Zeit der Kunstgewerbeschule (bis 1943)

### Liste von Schülern
Nachfolgende alphabetische Liste führt ausgewählte Personen auf, die an der Kunstgewerbeschule Hannover studiert haben.
- Kurt Baumgarte (* 22. April 1912; † 21. Juli 2006), Gebrauchsgrafiker, Politiker (KPD)
- Ferdinand Behrens (* 11. März 1862; † 4. Februar 1925), Portraitmaler, Kunsthändler
- Erwin Bowien (* 3. September 1899; † 3. Dezember 1972), Autor und Maler[4]
- August Brandes (* 11. Oktober 1872; † 5. August 1948), Freskenmaler, Restaurator und Lehrer für Dekorationsmalerei
- Friedrich Busack
- Gerrit Engelke (* 21. Oktober 1890; † 13. Oktober 1918), Maler, Arbeiterdichter
- Franz Freidel (* 4. Januar 1888; † 16. Dezember 1938), Zimmermann und Politiker
- Ludwig Godewols (* 1870; † 1926), Maler und Professor an der Handwerker- und Kunstgewerbeschule Bielefeld
- Wilhelm Heckrott (* 15. Januar 1890; † 4. Januar 1964), expressionistischer Maler und Grafiker
- Annemarie Höhn (* 1914 in Greiz; † 2001), Bildhauerin
- Hubert Hoffmann (* 23. März 1904; † 25. September 1999), deutsch-österreichischer Stadtplaner, Architekt, Autor und Maler
- Hildegard Jahn-Wiegel (* 13. Juni 1922 in Heiligenstadt; † 2009) eine deutsche Bildhauerin
- Grethe Jürgens (* 15. Februar 1899; † 8. Mai 1981), Malerin, Vertreterin der Neuen Sachlichkeit
- Rudi Jürges (* 28. Dezember 1893; † 1. Januar 1958), deutscher Grafiker, Kunstmaler und Hotelier
- Erich Lossie (* 11. Juni 1886; † 2. November 1944), Bildhauer
- Hans Mertens (* 2. Januar 1906; † 18. August 1944), Maler, Vertreter der Neuen Sachlichkeit
- Hans Nitzschke (* 1. Mai 1903; † 26. August 1944), Maler, Designer und Innenarchitekt[5]
- Gerta Overbeck (* 16. Januar 1898; † 2. März 1977), Malerin, Vertreterin der Neuen Sachlichkeit
- Theodor Paeth (* 8. September 1871; † 1940), Kunsttischler, Fabrikant und Politiker
- Aenne Pahl (1. Januar 1896; † Mai 1979; geboren als Anne Frank), Malerin[6]
- Udo Peters (* 1884; † 1964), Maler des Jugendstils
- Magda Rose-Weingardt (* 27. September 1902; † 17. Dezember 1996), Malerin
- Karl Rüter (* 21. Oktober 1902; † 18. Februar 1986), Maler, Vertreter der Neuen Sachlichkeit
- A. T. Schaefer (* 1944), Fotograf, Vertreter der künstlerischen Fotografie und Theaterfotografie
- Walter Schliephacke (* 12. Oktober 1877; † 24. Oktober 1955), Maler der Spätromantik
- Wilhelm Schmidthild (* 30. Januar 1876; † 30. Januar 1951), Maler und Kunsterzieher
- Kurt Schwitters (* 20. Juni 1887; † 8. Januar 1948), Maler, Dichter, Werbegrafiker
- Kurt Sohns (* 9. Januar 1907; † 4. Januar 1990), Maler, Zeichner, Grafiker und Bildhauer
- Hilde Stock-Sylvester (* 29. September 1914; † 11. Februar 2006), Malerin (bes. in der Technik der Enkaustik), tätig in Bonn und als Lehrerin an der Werkkunstschule Flensburg
- Ernst Thoms (* 13. November 1896; † 11. Mai 1983), Maler, Vertreter der Neuen Sachlichkeit
- Richard Uhlemeyer (* 3. Oktober 1900; † 4. November 1954), Töpfer und Handwerksfunktionär
- Gustav Völker (* 1. Februar 1889; † 3. Oktober 1974), Heraldiker und Kunsterzieher
- Rudolf Weber (* 1877; † 1952), Maler
- Erich Wegner (* 12. Juli 1899; † 11. Dezember 1980), Maler, Vertreter der Neuen Sachlichkeit
- Georg Wimmelmann (* 21. September 1906; † 11. April 1983), Architekt, Maler und Numismatiker

### Liste von Lehrern
Nachfolgende alphabetische Liste führt ausgewählte Personen auf, die an der Kunstgewerbeschule Hannover unterrichtet haben:
- Carl James Bühring (* 11. Mai 1871; † 2. Januar 1936) lehrte um 1900 nebenberuflich als Architekt
- Fritz Burger-Mühlfeld (* 3. März 1882; † 1969) war ein deutscher Maler der Neuen Sachlichkeit und unterrichtete mit Unterbrechungen von 1919 bis 1947
- Wilhelm von Debschitz (* 21. Februar 1871; † 10. März 1948), war Maler, Innenarchitekt, Kunsthandwerker, Kunstpädagoge und von 1914 bis 1921 Direktor der Kunstgewerbeschule
- Karl Gundelach (* 16. Juni 1856; † 19. Januar 1920) war ein deutscher Bildhauer und unterrichtete von 1900 bis 1920
- Friedrich Heinrichsen (* 24. November 1901; † 14. November 1980) war ein deutscher Typograf, Grafiker und Textdichter und lehrte ab 1929 an der Kunstgewerbeschule
- Rudolf Kempf (* 6. Dezember 1864; † 14. Mai 1943);[7]
- Ferdinand Moser (* 14. Juli 1859; † 23. Juli 1930) war ein deutscher Grafiker und Direktor von Kunstgewerbeschulen, als Subdirektor war er von 1891 bis 1892 in Hannover
- Adolf Narten (* 7. Januar 1842; † 27. Dezember 1928) war ein deutscher Architekt.
- Hermann Narten (* 17. Mai 1839; † 30. Mai 1916) war ein deutscher Bildhauer, Architekt und Museumsleiter.
- Hermann Scheuernstuhl (* 1894; † 1982) unterrichtete Bildhauerei.
- Kurt Sohns (* 9. Januar 1907; † 4. Januar 1990) war nicht nur Schüler, sondern unterrichtete von 1932 bis 1939 auch Farbenlehre
- Ludwig Vierthaler (* 16. Januar 1875; † 4. März 1967) war Bildhauer und unterrichtete ab 1915
- Carl Wiederhold (* 2. August 1863; † 25. August 1961) war Maler und unterrichtete zwischen 1900 und 1930 nebenberuflich Farbenlehre, Freihandzeichnen, Kopfstudien und Aktzeichnen, Ornamentzeichnen und Dekorationsmalerei
- Heinrich Zeininger (* 11. März 1867; † 15. Mai 1939) war von 1902 bis 1905 Stadtobergärtner in Hannover und unterrichtete nebenamtlich gärtnerisches Fachzeichnen.

## Die Zeit der Werkkunstschule (bis 1971)

### Liste von Schülern
Nachfolgende alphabetische Liste führt ausgewählte Personen auf, die an der Werkkunstschule Hannover studiert haben:
- Herbert Aulich (1927–2020) war ein deutscher Maler, Grafiker und Objektkünstler
- Dagmar Brand (* 1943), ist eine deutsche Künstlerin
- Ulrich Behl (1939–2021) ist ein deutscher Grafiker
- Heide Dobberkau (* 23. Januar 1929) ist eine deutsche Bildhauerin und Medailleurin
- Rolf-Hermann Geller (* 1945) ist ein deutscher Grafiker und Maler sowie Lehrbeauftragter[2]
- Johann Georg Geyger (1921–2004) war ein deutscher Maler und Grafiker.
- Raimund Girke (1930–2002) war ein deutscher Maler
- Erich Grün (1915–2009) war ein deutscher Kunsterzieher und Maler
- Hermann Kracht (1929–2011) war ein deutscher Bildhauer
- Hanns Joachim Klug (1928–2013) war ein deutscher bildender Künstler
- Arnold Leissler (* 3. Juli 1939; † 27. Dezember 2014) war ein deutscher Maler und Grafiker
- Godehard Lietzow (1937–2006) war ein deutscher Künstler und Galerist
- Peter Marggraf (* 19. September 1947) ist ein deutscher Bildhauer, Zeichner und Büchermacher
- Alf Mintzel (1935–2025) war ein deutscher Soziologe und Politologe
- János Nádasdy (19. Juli 1939) ist ein deutscher  bildender Künstler ungarischer Herkunft
- Alfred Pohl (* 22. August 1928; † 4. Februar 2019) war ein deutscher Grafiker und Holzschneider
- Hans Gerd Ruwe (1926–1995) war ein deutscher Steinmetz und Bildhauer
- Benjamin Schubert (* 1961) ist ein deutscher bildender Künstler
- Jon Symon (* 10. Januar 1941; † 7. Dezember 2015) war ein britischer Musiker und Komponist, der seit Mitte der 1960er Jahre in Deutschland lebte und vor allem als freier Rockmusiker tätig war
- Hansrudi Wäscher (1928–2016) war ein deutscher Comiczeichner und Comicautor
- A. Wiard Wiards (* 1939) ist ein deutscher Maler
- Detlef Winter (1929–2010) war ein deutscher Maler, Grafiker, Lithograph und Bühnenbildner
- Dieter Witte (1937–2008), deutscher Industriedesigner
- Sigrid Wylach (* 3. Dezember 1941) ist eine deutsche Textil- und Möbeldesignerin
- Siegfried Zimmermann (1927–2012) war ein deutscher Bildhauer

### Liste von Lehrern
Nachfolgende alphabetische Liste führt ausgewählte Personen auf, die an der Werkkunstschule Hannover unterrichtet haben.
- Raimund Girke (* 28. Oktober 1930; † 12. Juni 2002) war ein deutscher Maler und unterrichtete von 1966 bis 1971.
- Rolf Hartung (* 1908; † 7. Oktober 1995) war ein deutscher Kunsterzieher, Maler und Autor.
- Klakow
- Louis Niebuhr (* 1936) lehrte von 1969 bis 1972 Bildhauerei.
- Karl Otto, Ingenieur und Leiter der Werkkunstschule in den späten 1950ern, Mitbegründer der Sonderschauen formgerechter Industrieerzeugnisse auf der Hannover Messe.[8]
- Erich Rhein (* 19. Juli 1902; † 22. Dezember 1956) war ein deutscher Maler und Grafiker und leitete ab 1947 die Schule
- Johannes Friedrich Sass (* 5. Mai 1897; † 1972) war ein deutscher Maler und unterrichtete ab 1956
- Hinnerk Schrader (* 1932; † 1989) war ein Maler, Zeichner und Konstrukteur fragiler Zeltbauten und poetischer Skulpturen.
- Adolf Vogel (* 14. Mai 1895; † 12. September 1959), Maler, Grafiker und Hochschullehrer
- Gerhard Wendland (* 29. Oktober 1910; † 23. Juli 1986) war ein deutscher Maler und Grafiker der Abstrakten Kunst und leitete ab 1956 die Abteilung Freie Malerei.
- Ernst Zietzschmann, Architekt und Leiter der Werkkunstschule Hannover, mitbegründete 1965 den Verein Die gute Industrieform e. V.,[9] der seit 1954 den iF-Award verleiht.